# 高氯酸铝
高氯酸铝是一种化学物质，是铝的高氯酸盐。其分子式为Al(ClO4)3，易溶于水。

## 制取
在已制备出氢氧化铝的情况下，高氯酸铝可通过如下反应制取：{\displaystyle \mathrm {Al(OH)_{3}+3HClO_{4}\to Al(ClO_{4})_{3}+3H_{2}O\uparrow } }。
刚开始的反应会比较剧烈。

## 用途
以无水高氯酸铝为催化剂，可以将芳香醛、芳香胺及亚磷酸酯在无溶剂条件下一锅法反应合成α-氨基膦酸酯。